# Stazione meteorologica di Salerno Pontecagnano

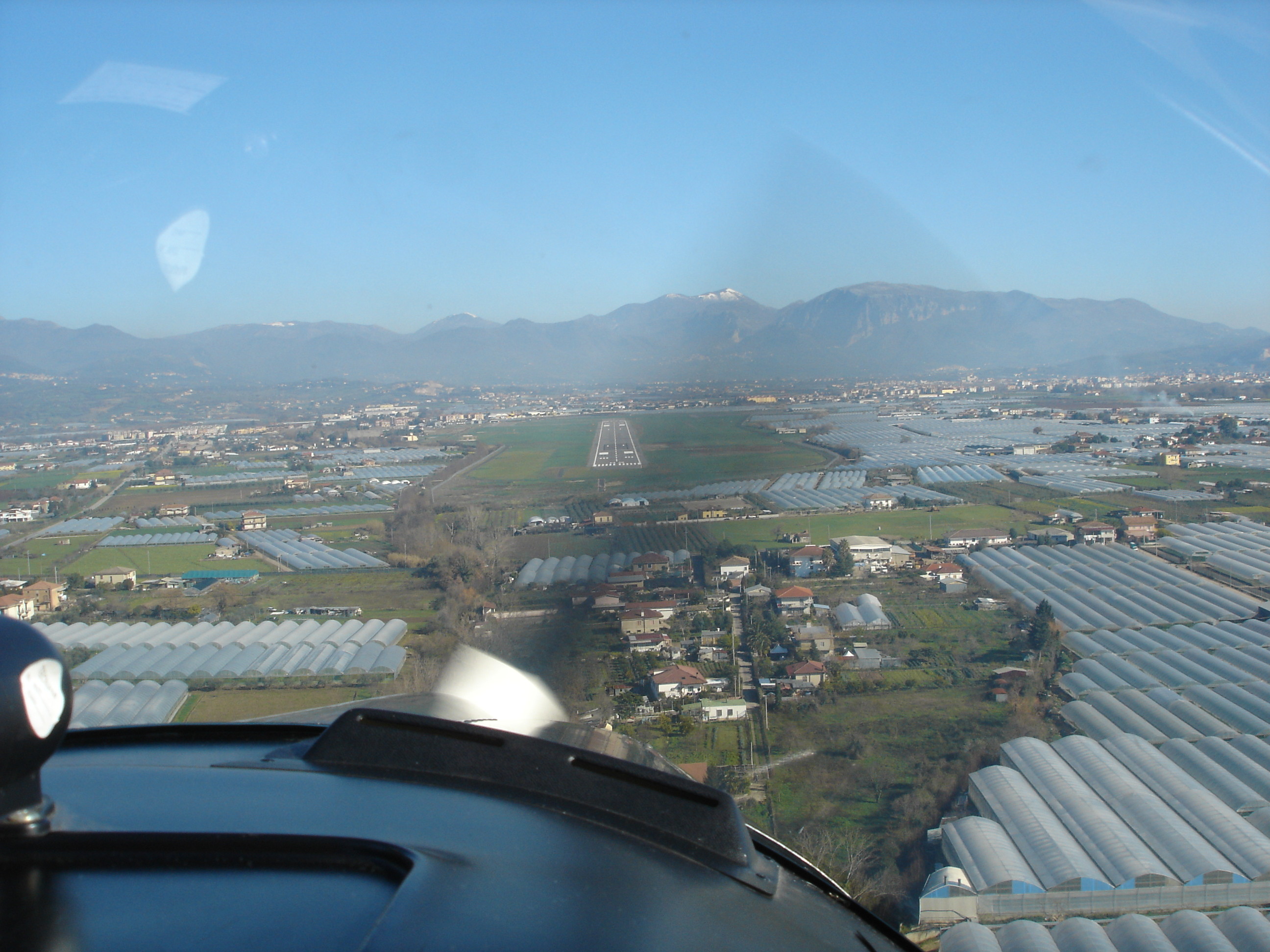
Veduta aerea dell'area di ubicazione della stazione meteorologica

La stazione meteorologica di Salerno Pontecagnano è la stazione meteorologica di riferimento per il Servizio Meteorologico dell'Aeronautica Militare e per l'Organizzazione Meteorologica Mondiale, relativa all'area di Pontecagnano Faiano, nei pressi della città di Salerno.

## Caratteristiche
La stazione meteorologica si trova nell'Italia meridionale, in Campania, in provincia di Salerno, nel comune di Pontecagnano Faiano, all'interno dell'omonima area aeroportuale, a 38 metri s.l.m. e alle coordinate geografiche 40°37′21.35″N 14°54′38.92″E. Più precisamente, la sua ubicazione è lungo l'area pianeggiante sublitoranea che si estende a sud-est della città, nella parte nord-occidentale della Piana del Sele.
Attualmente è presente una stazione meteorologica automatica DCP, contrassegnata dal codice WMO 16292 e gestita direttamente dal Servizio Meteorologico dell'Aeronautica Militare, e una stazione meteorologica presidiata identificabile dal codice ICAO LIRI che emette METAR orari ed è gestita dal personale dell'ENAV: entrambe le stazioni si trovano su fondo erboso nei pressi della pista aeroportuale.

## Medie climatiche ufficiali
A causa dell'indisponibilità dei dati rilevati per un lungo periodo a partire dal luglio 1978, il Servizio Meteorologico dell'Aeronautica Militare non ha pubblicato né le medie climatiche ufficiali relative al trentennio di riferimento climatico 1961-1990 convenzionalmente stabilito dalle norme dell'Organizzazione Meteorologica Mondiale, né le medie climatiche ufficiali relative al successivo trentennio 1971-2000 che nel corso degli anni si è reso più attuale per i vari confronti statistici di lungo periodo.

### Dati climatologici 1951-1980
In base alla media trentennale 1951-1980, effettivamente elaborata nel periodo 1951-1978 e non dissimile da quella del trentennio di riferimento climatico 1961-1990 dell'Organizzazione Mondiale della Meteorologia, la temperatura media del mese più freddo, gennaio, si attesta a +8,6 °C; quella dei mesi più caldi, luglio e agosto, è di +22,9 °C.
Le precipitazioni medie annue sono abbondanti, superiori ai 1100 mm, con un minimo tra la tarda primavera e l'estate ed una regolare ed elevata distribuzione nel resto dell'anno 
| Salerno Pontecagnano (1951-1980) | Mesi  | Mesi  | Mesi | Mesi | Mesi | Mesi | Mesi | Mesi | Mesi | Mesi  | Mesi  | Mesi  | Stagioni | Stagioni | Stagioni | Stagioni | Anno    |
| Salerno Pontecagnano (1951-1980) | Gen   | Feb   | Mar  | Apr  | Mag  | Giu  | Lug  | Ago  | Set  | Ott   | Nov   | Dic   | Inv      | Pri      | Est      | Aut      | Anno    |
| -------------------------------- | ----- | ----- | ---- | ---- | ---- | ---- | ---- | ---- | ---- | ----- | ----- | ----- | -------- | -------- | -------- | -------- | ------- |
| T. max. media (°C)               | 13,0  | 13,5  | 15,6 | 18,6 | 22,7 | 26,5 | 29,1 | 29,2 | 26,5 | 22,2  | 17,8  | 14,3  | 13,6     | 19,0     | 28,3     | 22,2     | 20,8    |
| T. min. media (°C)               | 4,1   | 4,4   | 5,5  | 7,8  | 11,0 | 14,5 | 16,7 | 16,6 | 14,8 | 10,9  | 7,7   | 5,1   | 4,5      | 8,1      | 15,9     | 11,1     | 9,9     |
| Precipitazioni (mm)              | 151,5 | 112,3 | 91,1 | 80,7 | 51,9 | 38,2 | 28,6 | 34,8 | 84,3 | 127,2 | 151,9 | 155,0 | 418,8    | 223,7    | 101,6    | 363,4    | 1 107,5 |

## Valori estremi

### Temperature estreme mensili dal 1951 ad oggi
Nella tabella sottostante sono riportate le temperature massime e minime assolute mensili, stagionali ed annuali dal 1951 ad oggi, con il relativo anno in cui si queste si sono registrate. La massima assoluta del periodo esaminato di +41,7 °C è del 24 agosto 2007, mentre la minima assoluta di -7,5 °C risale al 26 gennaio 1954.
| Salerno Pontecagnano (1951-2023) | Mesi        | Mesi        | Mesi        | Mesi        | Mesi        | Mesi        | Mesi        | Mesi        | Mesi        | Mesi        | Mesi        | Mesi        | Stagioni | Stagioni | Stagioni | Stagioni | Anno |
| Salerno Pontecagnano (1951-2023) | Gen         | Feb         | Mar         | Apr         | Mag         | Giu         | Lug         | Ago         | Set         | Ott         | Nov         | Dic         | Inv      | Pri      | Est      | Aut      | Anno |
| -------------------------------- | ----------- | ----------- | ----------- | ----------- | ----------- | ----------- | ----------- | ----------- | ----------- | ----------- | ----------- | ----------- | -------- | -------- | -------- | -------- | ---- |
| T. max. assoluta (°C)            | 23,2 (1971) | 24,4 (1977) | 27,0 (1952) | 31,0 (2013) | 36,0 (2020) | 38,0 (1957) | 39,0 (2023) | 41,7 (2007) | 38,2 (1975) | 32,0 (2012) | 26,5 (2008) | 22,4 (2010) | 24,4     | 36,0     | 41,7     | 38,2     | 41,7 |
| T. min. assoluta (°C)            | −7,5 (1954) | −6,9 (1956) | −4,6 (1971) | −1,0 (1969) | −0,4 (1957) | 5,8 (1977)  | 10,0 (1969) | 10,2 (1972) | 3,4 (1977)  | 0,3 (1972)  | −3,8 (1973) | −4,4 (1967) | −7,5     | −4,6     | 5,8      | −3,8     | −7,5 |